# Música circense
Música circense é um estilo de música que faz alusão ao universo circense.
Proveniente das atrações do recinto de feiras e da popular música de teatro dos Séculos XVIII e XIX, normalmente as músicas circenses são marchas com um andamento bem rápido. Valsas e Foxtrotes também fazem parte deste estilo. É principalmente instrumental. Coros e cantos existem apenas como interlúdios.
| “ | "Se o palhaço é a alma do circo, sem dúvida a música é o espírito!" | ” |

## História

### Origens

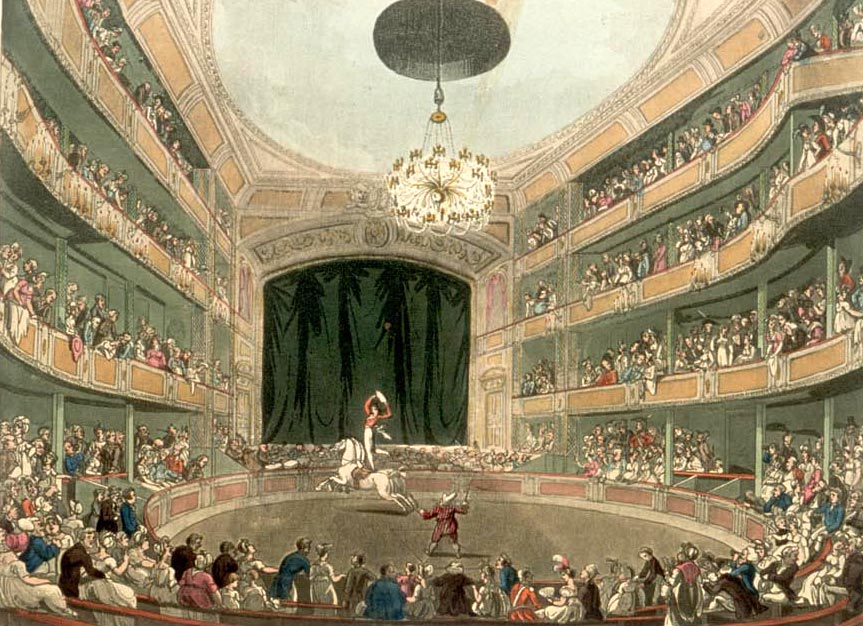
O anfiteatro de Philip Astley no início do Século 19: uma orquestra de tamanho considerável toca ao fundo.

Música e arte têm uma tradição comum que remonta a milhares de anos. Performances artísticas foram acompanhadas de música desde os tempos antigos. A música que o acompanhava também era parte natural das apresentações nas inúmeras feiras da Idade Média, onde se apresentavam inúmeros malabaristas e menestréis. Muito antes da fundação da primeira companhia de circo moderno, era possível maravilhar-se com quase todos os gêneros artísticos que mais tarde se tornaram definidores de estilo para o circo. Naquela época, porém, não havia separação entre pessoal artístico e musical. Em vez disso, além de suas habilidades artísticas, os menestréis e malabaristas também dominavam vários instrumentos musicais e, portanto, não agiam apenas como artistas,
A estreita conexão entre arte e música continuou até os tempos modernos, quando as primeiras sociedades foram fundadas na Europa por volta de 1770, que podemos chamar de companhias de circo como as entendemos hoje. As apresentações foram anunciadas e acompanhadas por música desde as apresentações dos cavaleiros ingleses, considerados os precursores e fundadores do moderno sistema circense. O acompanhamento musical ainda era bastante primitivo naquela época e a formação inicial era muito pequena. Por exemplo, as primeiras apresentações do pioneiro do circo Philip Astley (1742-1814) em Londres foram musicalmente apoiadas apenas por um grande tambor e um ou dois apitos cruzados. Mas as primeiras formações maiores logo surgiram, acompanhadas pelo rápido desenvolvimento e disseminação da indústria circense na Europa. que justificam o nome de orquestra de circo. Já em 1784, uma formação mista de cordas e metais composta por cerca de dez músicos tocava no "Royal Grove" perto de Astley, em Londres.

### Primeiras Composições Próprias para o Circo
O primeiro compositor conhecido de música circense foi Charles Dibdin (1745-1814). Ele era sócio de Astley e também quem financiou o teatro usado para o circo real. Dibdin foi um compositor muito conhecido em seu tempo e escreveu centenas de obras antes de decidir se juntar a Astley para trabalhar no circo. Ele escreveu todas as peças usadas no circo, que eram principalmente intermezzos ou peças de comédia. Um conjunto de aproximadamente 60 crianças foi usado como cantores e dançarinos para executar as muitas peças que escreveu para o circo, como "The Graces", "Clump and Cudden" e "Pandora", que foi sem dúvida a peça mais famosa que foi usado no circo porque foi originalmente usado em um show de marionetes popular que zombava de figuras contemporâneas da época.

### Apogeu
A partir do primeiro terço do século XIX, as orquestras circenses tornaram-se cada vez mais importantes. Por exemplo, no circo Renz, que assumiu o papel principal no sistema circense alemão a partir da segunda metade do século 19, uma orquestra de 18 homens sob o maestro August Cahnbley já tocava em 1850. Empregar orquestras de alta qualidade tornou-se cada vez mais importante para a reputação dos grandes circos.
O apogeu do circo no primeiro terço do século XX, que foi também o apogeu da orquestra circense, trouxe uma clara mudança na avaliação da música circense. Já em meados da década de 1930, as novas tendências da música popular foram levadas em conta no que diz respeito aos instrumentos e à formação da orquestra circense. O avanço do desenvolvimento técnico da eletrônica de entretenimento custou a muitos músicos seus empregos. Após a Segunda Guerra Mundial, elementos do jazz fluíram mais para a música circense. Em pouco tempo, quase não restavam bandas de sopro puras, mas agora formações mais modernas davam o tom e, a partir de meados da década de 1950, a formação parecia cada vez mais uma mistura de combo dance e big band.
Com o declínio geral da indústria do circo nas décadas de 50 e 60, a música também perdeu seu status elevado. Desde a década de 1960, orquestras dos países do Bloco de Leste, especialmente da Polônia, têm conquistado cada vez mais o cenário musical circense alemão e europeu. A redução ainda maior das orquestras de circo nos anos seguintes significou que elas gradualmente assumiram um caráter mais combinado. Formações com 3-4 instrumentos de sopro e uma seção de ritmo surgiram como uma variante comum de alinhamento.
Com o restabelecimento do Circus Williams-Althoff por Franz Althoff jun. Em 1977, pela primeira vez, um grande circo alemão renunciou completamente a uma orquestra, adicionando todo o acompanhamento musical na fita. Muitas outras empresas seguiram o exemplo, de modo que as orquestras circenses foram ameaçadas de extinção no início dos anos 1980. A tendência de reversão para a tradicional orquestra circense foi iniciada pelo Circo Roncalli, que elevou a música ao vivo ao princípio de seu conceito e, devido ao seu grande sucesso, inevitavelmente encontrou imitadores com essa visão.
A orquestra do Cirque du Soleil canadense vem estabelecendo uma tendência completamente nova na música circense na Europa há vários anos com grande sucesso. Na concepção geral das produções do Cirque du Soleil, os elementos musicais e acústicos estão quase em pé de igualdade com os elementos visuais. Para cada uma das produções, a música é composta totalmente sob medida para o conteúdo artístico e o conceito geral.

### Emancipação
À medida que as bandas militares aumentaram e se multiplicaram no final do século 19 , os instrumentos de sopro cada vez mais encontraram seu lugar na orquestra circense. A invenção das tendas de circo por volta de 1900 foi uma mudança radical , como resultado da qual a acústica no circo mudou significativamente e aumentaram as demandas sobre a mobilidade espacial do pessoal do circo. Como resultado, o coro tocando grupos de cordas nas orquestras circenses desapareceu.
Uma grande parte dos músicos de circo veio da Boêmia e do Palatinado por volta de 1900, onde as tradições artesanais se desenvolveram. Hoje, a maioria dos músicos de circo vem da Polônia.
A emancipação das bandas de jazz da orquestra de sopros desde a Segunda Guerra Mundial trouxe uma reorientação estilística e redução do tamanho da orquestra circense. As melodias de ópera de estilo antigo deram lugar a novas formas de dança, especialmente sul-americanas. Desde então, uma orquestra de circo consistia essencialmente em uma combinação de instrumentos de sopro (saxofones, trompetes, trombones) com uma seção rítmica. O fato de cada estilo de música ser organizado para esta formação é o que torna a música circense tão especial.

### Crise e Recuperação
Por volta de 1980, as orquestras circenses passaram a ser cada vez mais substituídas por música eletrônica e playback. Como um contra-movimento, empresas como a Circus Roncalli tentaram elevar o nível da música. Hoje, a maioria dos circos maiores tem bandas novamente.
Atualmente, a música circense varia amplamente em instrumentação, estilo e forma. Frequentemente, incorpora o uso de instrumentos elétricos e sintetizadores junto com os instrumentos mais tradicionais.

## Exemplos de Músicas Circenses
Duas das mais famosas marchas circenses são "Entrada dos Gladiadores" (também conhecida por Thunder and Blazes) de Julius Fučík e Barnum and Bailey's Favorite de Karl King. Entre as Valsas, "Sobre las Olas", de Juventino Rosas, talvez seja a mais famosa delas, sendo muito tocada nos shows dos trapezistas. "Stars and Stripes Forever", de John Philip Sousa também é bastante famosa no universo circense.
Entre as músicas populares que retratam palhaços, acrobatas, equilibristas e afins, a mais famosa, no Brasil, é Piruetas, de Chico Buarque e Os Trapalhões. Além dela, é possível citar "Acrobat - U2", "Being for the benefit of Mr. Kite - Beatles", "Contrastes - Ismael Silva", "Death of a clown - Kinks", "O bêbado e o equilibrista - Elis Regina", "O circo - Maria Bethânia", "O circo - Sidney Miller", "O circo chegou - Jorge Ben", "O rei e o palhaço - Antônio Nóbrega", "Palhaço - Egberto Gismonti", "Palhaço - Nelson Cavaquinho", "The clown - Charles Mingus" e "This house is a circus - Arctic Monkeys"
Entre os discos alusivos ao tema, tem-se "The Rolling Stones Rock and Roll Circus - Rolling Stones", "The Clown - Charles Mingus" e "Circense - Egberto Gismonti.
E por fim, dentre as bandas que fazem alusão ao universo circense, estão O Circo Quebra Copos, O Teatro Mágico, Cordel do Fogo Encantado. e The Tiger Lillies